# 下村東美
下村 東美（しもむら とうみ、1980年12月18日 - ）は、北海道札幌市南区出身のサッカー選手、サッカー指導者。父親はオーストリア出身で元サッカー選手、母は日本人。

## 来歴
SSS札幌サッカースクールでサッカーを始める。同期生に吉野智行がいた。札幌第一ジュニアユースを経て、札幌第一高等学校から大阪体育大学に進み、在学時にはデンソーカップサッカーの関西選抜に選ばれ、キャプテンも務める。
同大学卒業後の2003年、セレッソ大阪に入団。2004年はセンターバックとして試合経験を積み、2005年からは本来のポジションであるボランチとして頭角を現し、優勝争いに貢献する。
2006年にC大阪がJ2に降格すると、2007年1月にジェフユナイテッド市原・千葉へ完全移籍。主将を務めるなど活躍したが、2009年にJ2降格。降格決定後に戦力外通告される。
2010年、合同トライアウトを経てモンテディオ山形に完全移籍。10月3日NDソフトスタジアム山形で行われたG大阪戦にて、山形移籍後初ゴールとなる同点弾を記録した（試合はその後の宮崎光平の逆転弾で、2-1で山形が勝利）。2011年には3度目となるJ2降格を経験することとなった。
2012年より、山形のチームメイトである古橋達弥と共に湘南ベルマーレへ完全移籍。3月20日、FC岐阜戦でJ2初出場を果たした。しかし、ガイナーレ鳥取戦で試合中負傷。左足脹脛負傷により、全治6週間と診断された。6月24日、古巣千葉戦で2ヶ月ぶりに復帰した。復帰後は17試合に出場。チームのJ1復帰に貢献した。2013年シーズン終了後、契約満了により退団。
2014年より、ギラヴァンツ北九州へ移籍。12月18日、現役引退。
2015年9月6日、東京都社会人サッカーリーグ1部所属のLB-BRB TOKYOにて現役復帰。
2019年より湘南ベルマーレのトップチームコーチに就任したが、同シーズン一杯で退団。
2021年1月30日に自身のツイッター(@tomi_shimomura)を更新し、サッカーからの“卒業”を発表した。

## 評価
身体能力の高さ、対人守備の強さを特徴とするボランチで、視野が広く展開力も持ち合わると2005年には評されている。

## エピソード
- 父がオーストリア人（ドイツ系）のため、ドイツ語、英語が堪能とされる[2]が、本人は2006年にドイツ語はあまりしゃべれないと語っている[10]。また、ジェフユナイテッド市原・千葉時代に監督を務めていたアレックス・ミラーの英語はスコットランド訛りがひどく、言っていることの半分も理解できなかった為、連敗を繰り返したと答えている[11]。
- 父方の祖父は、1930年代にGKをしていた[12]。
- 2007年6月17日の試合終了直後、チーム一丸となっての連敗脱出に感動し号泣した。
- 湘南在籍時のキャッチコピーは和魂洋才（わこんようさい）。
- サカナクションの山口一郎は高校の同級生であり、在学中に山瀬功治擁する北海高校との対戦試合を観戦したことがある。

## 所属クラブ
- 1990年 - 1992年 SSS札幌サッカースクール（札幌市立澄川西小学校）
- 1993年 - 1995年 札幌第一ジュニアユース（札幌市立澄川中学校）
- 1996年 - 1998年 札幌第一高等学校
- 1999年 - 2002年 大阪体育大学
- 2003年 - 2006年 セレッソ大阪
- 2007年 - 2009年 ジェフユナイテッド市原・千葉
- 2010年 - 2011年 モンテディオ山形
- 2012年 - 2013年 湘南ベルマーレ
- 2014年  ギラヴァンツ北九州
- 2015年 - LB-BRB TOKYO

## 個人成績
| 国内大会個人成績 | 国内大会個人成績 | 国内大会個人成績 | 国内大会個人成績 | 国内大会個人成績 | 国内大会個人成績 | 国内大会個人成績 | 国内大会個人成績 | 国内大会個人成績 | 国内大会個人成績 | 国内大会個人成績 | 国内大会個人成績 |
| 年度             | クラブ           | 背番号           | リーグ           | リーグ戦         | リーグ戦         | リーグ杯         | リーグ杯         | オープン杯       | オープン杯       | 期間通算         | 期間通算         |
| 年度             | クラブ           | 背番号           | リーグ           | 出場             | 得点             | 出場             | 得点             | 出場             | 得点             | 出場             | 得点             |
| 日本             | 日本             | 日本             | 日本             | リーグ戦         | リーグ戦         | リーグ杯         | リーグ杯         | 天皇杯           | 天皇杯           | 期間通算         | 期間通算         |
| ---------------- | ---------------- | ---------------- | ---------------- | ---------------- | ---------------- | ---------------- | ---------------- | ---------------- | ---------------- | ---------------- | ---------------- |
| 2001             | 大体大           |                  | -                | -                | -                | -                | -                | 1                | 0                | 1                | 0                |
| 2003             | C大阪            | 23               | J1               | 0                | 0                | 0                | 0                | 0                | 0                | 0                | 0                |
| 2004             | C大阪            | 23               | J1               | 24               | 1                | 5                | 1                | 1                | 0                | 30               | 2                |
| 2005             | C大阪            | 23               | J1               | 26               | 1                | 7                | 0                | 3                | 0                | 36               | 1                |
| 2006             | C大阪            | 23               | J1               | 23               | 1                | 7                | 0                | 1                | 0                | 31               | 1                |
| 2007             | 千葉             | 6                | J1               | 26               | 0                | 4                | 0                | 1                | 0                | 31               | 0                |
| 2008             | 千葉             | 6                | J1               | 33               | 0                | 8                | 0                | 0                | 0                | 41               | 0                |
| 2009             | 千葉             | 6                | J1               | 25               | 1                | 5                | 1                | 3                | 0                | 33               | 2                |
| 2010             | 山形             | 5                | J1               | 25               | 1                | 5                | 0                | 3                | 0                | 33               | 1                |
| 2011             | 山形             | 5                | J1               | 20               | 0                | 1                | 0                | 1                | 1                | 22               | 1                |
| 2012             | 湘南             | 14               | J2               | 17               | 1                | -                | -                | 2                | 0                | 19               | 1                |
| 2013             | 湘南             | 14               | J1               | 8                | 0                | 2                | 0                | 1                | 0                | 11               | 0                |
| 2014             | 北九州           | 6                | J2               | 12               | 0                | -                | -                | 1                | 0                | 13               | 0                |
| 2015             | LB東京           | 35               | 東京都1部        | 2                | 0                | -                | -                | -                | -                | 2                | 0                |
| 通算             | 日本             | 日本             | J1               | 210              | 5                | 44               | 2                | 14               | 1                | 268              | 8                |
| 通算             | 日本             | 日本             | J2               | 29               | 1                | -                | -                | 3                | 0                | 32               | 1                |
| 通算             | 日本             | 日本             | 東京都1部        | 2                | 0                | -                | -                | -                | -                | 2                | 0                |
| 通算             | 日本             | 日本             | 他               | -                | -                | -                | -                | 1                | 0                | 1                | 0                |
| 総通算           | 総通算           | 総通算           | 総通算           | 241              | 6                | 44               | 2                | 18               | 1                | 303              | 9                |

- Jリーグ初出場 - 2004年4月10日 ジュビロ磐田戦 (長居陸上競技場)[13]
- Jリーグ初得点 - 2004年6月13日 東京ヴェルディ戦 (長居陸上競技場)[13]